# Madeleine Vinton Dahlgren

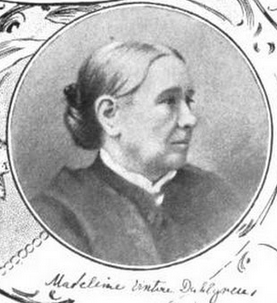
Madeleine Vinton Dahlgren

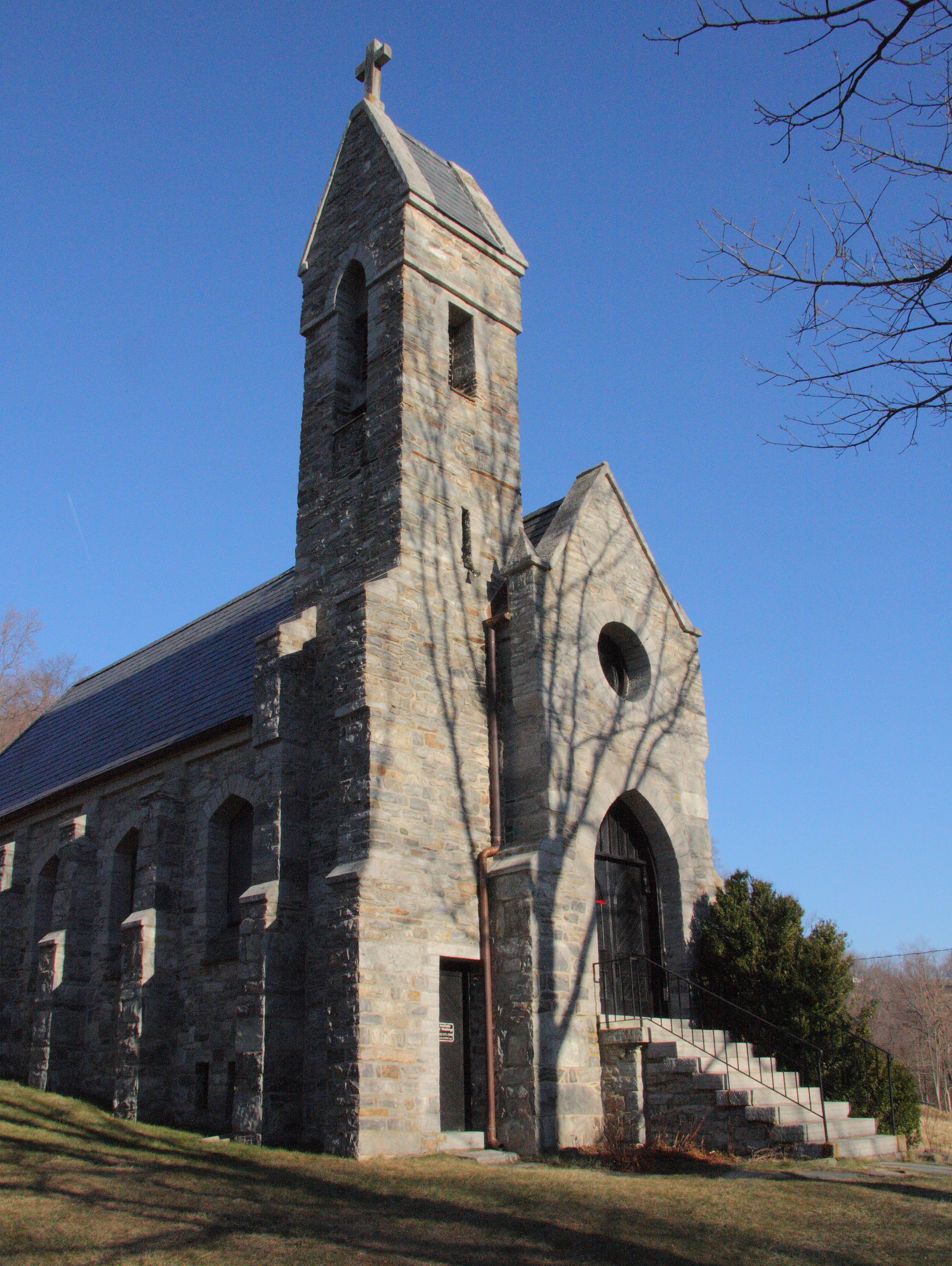
Dahlgren Chapel w stanie Maryland

Madeleine Vinton Dahlgren (ur. 1825, zm. 1889) – powieściopisarka i poetka amerykańska.

## Życiorys
Madeleine Vinton Dahlgren urodziła się jako Sarah Madeleine Vinton w wiosce Gallipolis w stanie Ohio 13 lipca 1825. Była córką polityka Samuela Finleya Vintona (1792-1862), który zasiadał w Kongresie i był ważną osobistością w partii Wigów, i Romaine Madeleine Bureau. Chodziła do szkoły w Filadelfii i w Georgetown. W 1846 poślubiła Daniela Conversa Goddarda, prawnika z Zanesville w Ohio. Małżeństwo trwało tylko pięć lat. Goddard zmarł, pozostawiając wdowę z dwójką dzieci (Vinton Augustine i Romaine). W 1865 Madeleine ponownie wyszła za mąż za admirała Johna Dahlgrena (1809-1870), który jest znany jako konstruktor działa okrętowego. Z tego związku urodziło się troje kolejnych dzieci pisarki, John Vinton, Eric Bernard i Ulrica Mary Madeleine. Pisarka była aktywna w Literary Society of Washington i w Ladies Catholic Missionary Society of Washington. Była zdecydowaną przeciwniczką ruchu emancypacji kobiet (sufrażystek). Madeleine Vinton Dahlgren zmarła 28 maja 1889. Została pochowana na Saint Michaels Catholic Church Cemetery w miejscowości Poplar Springs w stanie Maryland.

## Twórczość
Madeleine Vinton Dahlgren pisała poezje i prozę. Początkowo używała pseudonimów Corinne i Cornelia. Wydała powieści South Mountain Magic, A Washington Winter, The Lost Name, Lights and Shadows of a Life i South Sea Sketches. Oprócz tego tworzyła dzieła niefikcjonalne: Biography of Admiral Dahlgren i Etiquette of Social Life in Washington. Jej wiersze znalazły się w antologiach, między innymi w obszernym tomie Immortelles of Catholic Columbian Literature: Compiled from the Work of American Catholic Women Writers. Tłumaczyła też z kilku języków. Znana jest również jako pomysłodawczyni wzniesienia kaplicy Dahlgrenów w South Mountain.